# Pontiac, Michigan
Pontiac je grad u američkoj saveznoj državi Michigan. Grad upravo pripada okrugu Oakland čije je i središte.

## Zemljopis
Pontiac se nalazi u jugozapadnome dijeli američke savezne države Michigan. Površina grada je 52.3 km², od čega je 0.6 km² vodene površine, također grad se smatra sateliskim gradom Detroit.

## Povijest
Grad je najpoznatiji po svojim proizvodnim pogonima General Motorsa (proizvodnja automobila i kamiona). Stadion Pontiac Silverdome, bio je domaćin američkom nogometnom klubu Detroit Lionsima od 1975. do 2002., kada su se Lionsi preselili natrag u Detroit.

## Stanovništvo
Prema popisu stanovništva iz 2000. godine grad je imao 66.337 stanovnika, 24.234 domaćinstava i 15.267 obitelji koje su živjele na području grada, prosječna gustoća naseljenosti bile je 1.281 stan./km².
Prema rasnoj podjeli u gradu živi najviše afroamerikanaca kojih ima 47,92%, druga najbrojnija rasa su bijelci koji ima 39,09%, dok je treća po brojnosti rasa azijati koji ima 2,40%, dok indijanaca ima 0,58%.

## Zanimljivosti
Automobliska marka Pontiac dobila je ime prema gradu Pontiacu. 

## Gradovi prijatelji
- Kusatsu, Japan

## Vanjske poveznice
- Službene stranice grada